# Kanton Mesvres
Der Kanton Mesvres war bis 2015 ein französischer Wahlkreis im Arrondissement Autun im Département Saône-et-Loire und in der Region Burgund. Sein Hauptort war Mesvres. Vertreter im Generalrat des Départements war zuletzt von 1978 bis 2015, zuletzt wiedergewählt 2011,  Christian Gillot (PS). 
Der Kanton war 266,14 km² groß und hatte (1999) 3.854 Einwohner, was einer Bevölkerungsdichte von 14 Einwohnern pro km² entsprach. Er lag im Mittel auf 346 Meter über dem Meeresspiegel, zwischen 256 m in La Boulaye und 681 m in Uchon. 

## Gemeinden
Der Kanton bestand aus zwölf Gemeinden:
| Gemeinde                | Einwohner Jahr | Fläche km² | Bevölkerungsdichte | Code INSEE | Postleitzahl |
| ----------------------- | -------------- | ---------- | ------------------ | ---------- | ------------ |
| La Boulaye              | 105 (2013)     | –          | – Einw./km²        | 71046      | 71320        |
| Brion                   | 315 (2013)     | –          | – Einw./km²        | 71062      | 71190        |
| Broye                   | 745 (2013)     | –          | – Einw./km²        | 71063      | 71190        |
| La Chapelle-sous-Uchon  | 181 (2013)     | –          | – Einw./km²        | 71096      | 71190        |
| Charbonnat              | 255 (2013)     | –          | – Einw./km²        | 71098      | 71190        |
| Dettey                  | 88 (2013)      | –          | – Einw./km²        | 71172      | 71190        |
| Laizy                   | 609 (2013)     | –          | – Einw./km²        | 71251      | 71190        |
| Mesvres                 | 769 (2013)     | –          | – Einw./km²        | 71297      | 71190        |
| Saint-Eugène            | 148 (2013)     | –          | – Einw./km²        | 71411      | 71190        |
| Saint-Nizier-sur-Arroux | 128 (2013)     | –          | – Einw./km²        | 71466      | 71190        |
| La Tagnière             | 241 (2013)     | –          | – Einw./km²        | 71531      | 71190        |
| Uchon                   | 105 (2013)     | –          | – Einw./km²        | 71551      | 71190        |

## Bevölkerungsentwicklung
| 1962  | 1968  | 1975  | 1982  | 1990  | 1999  | 2006  |
| ----- | ----- | ----- | ----- | ----- | ----- | ----- |
| 3.767 | 4.244 | 4.125 | 4.078 | 3.933 | 3.854 | 3.954 |